# Sawakaze (tàu khu trục Nhật)
Sawakaze (tiếng Nhật: 澤風) là một tàu khu trục thuộc lớp Minekaze được chế tạo cho Hải quân Đế quốc Nhật Bản ngay sau khi kết thúc Chiến tranh Thế giới thứ nhất. Chúng là những tàu khu trục hàng đầu của Hải quân Nhật trong những năm 1930, nhưng đã bị xem là lạc hậu vào lúc nổ ra Chiến tranh Thái Bình Dương. Sawakaze hầu như chỉ đảm trách vai trò tuần tra, huấn luyện và tàu mục tiêu trong suốt Chiến tranh Thế giới thứ hai cho đến khi Nhật Bản đầu hàng. Cuối cùng nó bị đánh chìm như một hàng rào đê chắn sóng tại lối ra vào cảng Onahama, tỉnh Fukushima vào năm 1948.

## Thiết kế và chế tạo
Việc chế tạo lớp tàu khu trục kích thước lớn Minekaze được chấp thuận như một phần trong Chương trình Hạm đội 8-4 của Hải quân Đế quốc Nhật Bản trong giai đoạn năm tài chính 1917-1920, kèm theo lớp Momi cỡ trung vốn chia sẻ nhiều đặc tính thiết kế chung. Được trang bị động cơ mạnh mẽ, những con tàu này có tốc độ cao và được dự định hoạt động như những tàu hộ tống cho những chiếc tàu chiến-tuần dương thuộc lớp Amagi mà cuối cùng đã không được chế tạo.
Sawakaze, chiếc thứ hai của lớp tàu này, được chế tạo tại xưởng đóng tàu Mitsubishi tại Nagasaki. Nó được đặt lườn vào ngày 7 tháng 1 năm 1918; được hạ thủy vào ngày 7 tháng 1 năm 1919; và được đưa ra hoạt động vào ngày 6 tháng 3 năm 1920.

## Lịch sử hoạt động
Sau khi hoàn tất, Sawakaze được tập hợp cùng với các con tàu chị em Minekaze, Okikaze và Yakaze tại Vùng Hải quân Sasebo để hình thành nên Hải đội Khu trục 2 trực thuộc Hạm đội 2 Hải quân Đế quốc Nhật Bản. Trong những năm 1930-1932, Hải đội Khu trục 2 được chuyển sang Không Hạm đội 1 Hải quân Đế quốc Nhật Bản trong thành phần hộ tống cho tàu sân bay Akagi, để trợ giúp vào việc tìm kiếm và giải cứu những máy bay lâm nạn.
Vào lúc xảy ra Sự kiện Thượng Hải năm 1932, Sawakaze tham gia tuần tra dọc theo sông Dương Tử tại Trung Quốc. Từ năm 1935 đến tháng 12 năm 1938, Sawakaze được phân về Căn cứ Không lực Hải quân Tateyama như một tàu tìm kiếm và cứu nạn, và được dự định để cho nghỉ hưu vào cuối năm 1938; tuy nhiên cùng với việc cuộc Chiến tranh Trung-Nhật ngày càng leo thang, nó được giữ lại trong thành phần chiến đấu thường trực, và được phân về Quân khu Hải quân Yokosuka. Nó tiếp tục đặt căn cứ tại Tateyama cho đến tháng 3 năm 1942.
Vào lúc xảy ra cuộc tấn công Trân Châu Cảng, Sawakaze vẫn còn đặt căn cứ tại Tateyama. Nó được điều về Yokosuka từ tháng 3 năm 1942 và được phân công tuần tra chống tàu ngầm tại lối ra vào vịnh Tokyo trong suốt gần hết thời gian chiến tranh, chỉ thỉnh thoảng hộ tống các đoàn tàu vận tải dọc theo bờ biển Nhật Bản đến Muroran thuộc Hokkaidō hay Kobe. Từ tháng 12 năm 1944, nó được rút khỏi nhiệm vụ chiến đấu thường trực và đảm nhiệm vai trò tàu huấn luyện cho Trường Chiến tranh Chống tàu ngầm Yokosuka. Trong đợt tái trang bị sau cùng vào tháng 2 năm 1945, Sawakaze được bổ sung radar Kiểu 22, bốn pháo phòng không 25 mm Kiểu 96, một bệ phóng rocket 15 cm chín nòng và 36 mìn sâu. Mọi ống phóng ngư lôi và ba tháp pháo chính phía trước đều được tháo bỏ.
Từ tháng 5 năm 1945, Sawakaze phục vụ như một tàu mục tiêu cho việc huấn luyện những chuyến bay tấn công tự sát của một đơn vị kamikaze: Không đoàn Không quân Tokko 1. Sawakaze đang ở tại Yokosuka vào lúc Nhật Bản đầu hàng. Nó được rút khỏi danh sách Đăng bạ Hải quân vào ngày 15 tháng 9 năm 1945. Cuối cùng nó bị đánh chìm như một hàng rào đê chắn sóng tại lối ra vào cảng Onahama thuộc tỉnh Fukushima vào năm 1948.

## Danh sách thuyền trưởng
- Trung tá Kunitaro Kamimoto (sĩ quan trang bị trưởng): 7 tháng 1 năm 1919 - 6 tháng 3 năm 1920
- Trung tá Kunitaro Kamimoto: 6 tháng 3 năm 1920 - 1 tháng 12 năm 1920
- Trung tá Shigehiko Tamura: 1 tháng 12 năm 1920 - 1 tháng 12 năm 1921
- Trung tá Matsujiro Yamada: 1 tháng 12 năm 1921 - 15 tháng 10 năm 1923
- Thiếu tá Shigekazo Matsuda: 15 tháng 10 năm 1923 - 1 tháng 12 năm 1924
- Trung tá Seizo Wada: 1 tháng 12 năm 1924 - 10 tháng 11 năm 1925
- Trung tá Tadashi Ara: 10 tháng 11 năm 1925 - 1 tháng 2 năm 1926
- Thiếu tá Shigeichi Moriguchi: 1 tháng 2 năm 1926 - 15 tháng 11 năm 1927
- Thiếu tá Tsutomu Shibata: 15 tháng 11 năm 1927 - 30 tháng 11 năm 1929
- Thiếu tá Masami Ban: 30 tháng 11 năm 1929 - 14 tháng 11 năm 1931
- Thiếu tá Torazo Kozai: 14 tháng 11 năm 1931 - 1 tháng 12 năm 1931
- Thiếu tá Nam tước Matsuji Ijuin: 1 tháng 12 năm 1931 - 1 tháng 12 năm 1932
- Thiếu tá Saiji Norimitsu: 1 tháng 12 năm 1932 - 25 tháng 5 năm 1934
- Thiếu tá Itsu Ishiwara: 25 tháng 5 năm 1934 - 15 tháng 11 năm 1934
- Thiếu tá Shigeru Ishihara: 15 tháng 11 năm 1934 - 1 tháng 4 năm 1935
- Thiếu tá Toshi Kubota: 1 tháng 4 năm 1935 - 23 tháng 5 năm 1935
- Thiếu tá Nobuichi Yoshimi: 23 tháng 5 năm 1935 - 15 tháng 11 năm 1935
- Thiếu tá Takeji Onizuka: 15 tháng 11 năm 1935 - 1 tháng 12 năm 1936
- Thiếu tá Kan Mori: 1 tháng 12 năm 1936 - 15 tháng 11 năm 1937
- Thiếu tá Kiyoshi Tomura: 15 tháng 11 năm 1937 - 10 tháng 8 năm 1938
- Thiếu tá Takisaburo Matsubara: 10 tháng 8 năm 1938 - 2 tháng 12 năm 1938
- Thiếu tá Itaru Ishii: 2 tháng 12 năm 1938 - 15 tháng 10 năm 1940
- Thiếu tá Shiro Ono: 15 tháng 10 năm 1940 - 20 tháng 5 năm 1942
- Thiếu tá Junnari Kamiura: 20 tháng 5 năm 1942 - 15 tháng 11 năm 1942
- Thiếu tá Tadaomi Murakami: 15 tháng 11 năm 1942 - 15 tháng 3 năm 1943
- Thiếu tá Kokichi Mori: 15 tháng 3 năm 1943 - 20 tháng 8 năm 1943
- Thiếu tá Kanehumi Ninokata: 20 tháng 8 năm 1943 - 1 tháng 10 năm 1943
- Thiếu tá Gazo Sako: 1 tháng 10 năm 1943 - 25 tháng 8 năm 1944
- Thiếu tá Takeo Shimoda: 25 tháng 8 năm 1944 - 15 tháng 8 năm 1945